# Ernest de Weck
Ernest Hippolyte Antoine de Weck, auch Ernst de Weck (* 7. September 1860 in Freiburg; † 6. Juli 1919 ebenda; heimatberechtigt in Freiburg, Bösingen und Pierrafortscha) war ein Schweizer Bankier und konservativer Politiker.

## Leben

### Familie
Ernest de Weck entstammte der Freiburger Patrizierfamilie Weck und war der Sohn des Politikers Louis de Weck-Reynold und von dessen Ehefrau Othilde Maria Magdalena (* 6. Juli 1824 in Crissier; † 22. Dezember 1888 in Freiburg), der Tochter des Obersts und Rentiers Frédéric de Reynold (1798–1871); er hatte noch zehn Geschwister.
Seine Grossmutter Pauline (1802–1871), die Tochter des Tuchherrn Stephan Josef Ignaz Franz Fontaine (1778–1801), war eine Grossnichte des Geistlichen und Heimatforschers Charles-Aloyse Fontaine, und seine Onkel waren der Bankier Hippolyte de Weck (1841–1929) und der Politiker Rodolphe de Weck-Bussy (1826–1861).
Ernest de Weck war seit 14. September 1887 mit Gabrielle (* 31. August 1863 in Freiburg; † 11. November 1955 in Râpes bei Matran), der Tochter des Ignace de Boccard (1822–1879), Offizier in fremden Diensten, verheiratet; gemeinsam hatten sie mehrere Kinder, darunter einen Sohn, der am 7. Juli 1916 als Militärflieger bei einem Flugzeugabsturz ums Leben kam. Ein weiterer Sohn war der spätere Bankier Philippe de Weck.

### Werdegang
Ernest de Weck besuchte das Kollegium St. Michael in Freiburg, das Kollegium in Saint-Maurice und das Kollegium (siehe Stella Matutina (Jesuitenkolleg)) in Feldkirch und war anschliessend in der Freiburger Bank Weck & Aeby, später Weck, Aeby & Cie., die sein Onkel Hippolyte de Weck gegründet hatte, tätig.
1906 war er Präsident des Verwaltungsrats der Aktiengesellschaft des Internationalen Pensionats de la Chassotte. In diesem Amt verklagte er den französischen Bankier Narcisse Martin wegen Betrugs und den Freiburger Staatsrat Aloys Bossy (1844–1913) wegen Beihilfe zum Betrug; Alice Cot, die Leiterin des Pensionats de la Chassotte, hatte mit Aloys Bossy wegen der Aufnahme einer Anleihe in Höhe von 100'000 Schweizer Franken gesprochen, das die Gesellschaft aufzunehmen gedenke. Als Alice Cot einige Zeit später auf dem Schloss Corbières wohnte, kam eines Tages Aloys Bossy in Gesellschaft von Narcisse Martin und Baron Edgar de Smirnoff zu ihr. Ihr wurde versichert, dass sie ohne Rücksprache mit dem Verwaltungsrat die Hypothek aufnehmen könne, und sie erhielt nach der Unterzeichnung 30'000 Schweizer Franken ausgezahlt, der Rest sollte später ausgezahlt werden. Später forderte der Notar die Genehmigung der Generalversammlung der Aktionäre, und Alice Cot und Ernest de Weck forderten die Restsumme von Aloys Bossy. Nach einigen Verzögerungen durch Aloys Bossy reichte Ernest de Weck Klage ein, der daraufhin von Bossy wegen Verleumdung verklagt wurde. Nach einem Vergleich wurden kurz darauf beide Klagen wieder zurückgezogen. Aloys Bossy, der mit Baron Edgar de Smirnoff in verschiedene unregelmässige finanzielle Angelegenheiten verwickelt war, beendete daraufhin seine politische Karriere. Edgar de Smirnoff liess sich später, als er eine Haftstrafe verbüssen musste, eine Hand abhacken.

### Politisches und gesellschaftliches Wirken
Ernest de Weck engagierte sich im öffentlichen Leben, vor allem für die Stadt Freiburg, und war von 1899 bis 1903 im Gemeinderat von Freiburg sowie von 1903 bis zu seinem Tod Stadtpräsident von Freiburg. Als Stadtpräsident folgte ihm sein Cousin Romain-Louis de Weck (1856–1934), der Vater des Juristen und Politikers Bernard de Weck (1890–1950).
1905 wurde er Präsident des Organisationskomitees zum Eidgenössischen Musikfest 1906.
Als Nachfolger des zurückgetretenen Antonin Weissenbach (1850–1921) vertrat er von 1910 bis 1919 die Konservativen im Freiburger Grossrat (1914 Vizepräsident,1915 Vizepräsident, 1916 Präsident) und war, als Nachfolger des verstorbenen Louis Cardinaux (1859–1914), vom 2. Juni 1914 bis zu seinem Rücktritt am 1. April 1915 im Ständerat, wo er der Geschäftsprüfungskommission angehörte; sein Nachfolger im Ständerat wurde Georges de Montenach.
Zum kantonalen Turnfest wurde er 1910 zum Mitglied des Ehren-Komitees gewählt.
1911 war er im Ehrenkomitee zum Schützenfest in Freiburg.
Mit seiner Nichtwahl 1913 und 1914 in den Staatsrat erlitt Georges Pythons Regime innerhalb der katholisch-konservativen Partei Freiburgs eine Niederlage gegenüber dem Kreis um Jean-Marie Musy.
1913 wurde seinem Vorschlag, die Ernennung des Direktors der Staatsbank sollte durch den Verwaltungsrat und durch den Staatsrat erfolgen und nicht durch den Grossen Rat, gefolgt; im selben Jahr war er Vizepräsident des Initiativkomitees für die Bahnstrecke der Freiburg-Thun-Bahn.

## Mitgliedschaften
Er war seit 1910 Mitglied im Schweizer Alpen-Club.